# Ilaria Salis
Ilaria Salis   (Milà, 17 de juny de 1984) és una activista antifeixista i professora italiana.

## Biografia
Nascuda a Milà, fou criada a Monza, excepte durant un període de tres anys (1992-1995) que la seva família va viure al Regne Unit. Es graduà al Liceo Classico e Musicale B. Zucchi l'any 2002 amb les millors notes. Des de petita practicà esport i s'apassionà pel teatre, fent diversos cursos i actuant a Monza. Al batxillerat començà la seva activitat política en centres socials, primer a Monza i després a Milà, al voltant de la lluita pel respecte als drets humans i a la igualtat social. L'any 2005 es graduà en Ciències Històriques amb honors a la Universitat Estatal de Milà. Sempre tenint una sensibilitat pels problemes de les persones desafavorides, assistint al curs d'educadora professional a l'institut Don Gnocchi de Milà, seguint amb èxit tots els cursos. A partir de llavors treballà com a pedagoga durant anys en centres per a adolescents amb greus problemes. L'any 2018 va decidir completar els estudis necessaris per impartir assignatures literàries als instituts i l'abril de 2021 va obtenir un màster en Filologia, Literatura i Història de l'Antiguitat a la Universitat de Milà. Mentrestant, va treballar durant diversos anys com a mestra de primària en escoles multiètniques i, des del 2021, com a professora suplent de literatura en instituts, a l'espera d'un concurs.

## Empresonament
Fou empresonada a Budapest l'11 de febrer de 2023. La vigília se celebrava el Dia de l'Honor a Hongria, data en la qual es concentren nombrosos membres de l'extrema dreta i feixistes a la capital del país, Budapest, per commemorar l'intent fallit de les tropes nazis alemanyes i hongareses de trencar el setge de la ciutat ocupada per l'Exèrcit Roig el 1945. Salis havia arribat a la ciutat amb dos joves alemanys per assistir a les manifestacions antifeixistes convocades, quan durant el trajecte amb taxi foren detinguts per la policia, que juntament amb alguns jutges els acusaven d'haver participat el dia anterior en una agressió contra manifestants neonazis que participaven en el Dia de l'Honor.
Dos neonazis van declarar haver patit ferides que es curarien en 5 i 8 dies i que no varen acabar en denúncia, però, així i tot, la fiscalia hongaresa demanà una condemna de 24 anys de presó per Ilaria Salis perquè consideraven que les ferides infligides podrien fins i tot haver causat la mort dels dos agredits. Des de la seva detenció, Salis va estar sotmesa a un tracte inhumà i persecutori. A les cartes que va aconseguir enviar la seva família a la tardor, després de molts mesos d'aïllament, va denunciar que durant una llarga temporada havia rebut menjar només una vegada al dia i que la seva cel·la està envaïda per xinxes que li havien provocat una greu dermatitis que els seus carcellers es negaren a tractar. Les cel·les i els espais comuns estaven envaïts per paneroles i ratolins i les recluses romanien tancades a les seves cel·les 23 hores al dia. Salis no podia treballar ni assistir a un curs per aprendre hongarès i es veié obligada a viure en una petita cel·la amb vuit recluses més i passar les hores a l'«aire lliure» en un espai subterrani des d'on amb prou feines es veia el cel. A l'octubre, l'antifeixista va explicar que, després de detenir-la, li van confiscar les sabates i la roba i la van obligar a portar roba bruta i pudent i botes de taló d'agulla que li van donar els carcellers. Durant cinc setmanes no va rebre tovalloles, sabó, paper higiènic ni tampons.
Tot i que el personal de l'ambaixada italiana a Hongria era conscient de les inacceptables condicions de detenció, l'opinió pública italiana no va descobrir la violació sistemàtica dels drets fonamentals de Salis fins al gener, quan la premsa va començar a explicar el que estava passant. Les imatges de la noia emmanillada pels canells i els turmells i controlada amb una corretja per una policia durant tota la primera vista del judici, el 29 de gener, van indignar l'opinió pública. Salis ja havia estat encadenada anteriorment per ser portada al tribunal, però l'ambaixador italià a Hongria va preferir no denunciar-ho ni protestar davant les autoritats hongareses, també perquè el primer ministre, el nacionalista d'extrema dreta Viktor Orbán, és un destacat aliat de la presidenta del Consell de Ministres italiana, Giorgia Meloni, i del líder de la Lliga Nord, Matteo Salvini.
Per a coordinar les activitats de denúncia i els contactes amb els periodistes, i pressionar el govern italià que fins aleshores havia mostrat un clar desinterès per l'antifeixista italiana, Roberto Salis pare d'Ilaria, els advocats d'Ilaria i diversos intel·lectuals van crear un comitè de suport. Des de llavors es van multiplicar les iniciatives de denúncia i solidaritat: manifestacions, rodes de premsa, assemblees, manifestos i entrevistes a la televisió i a la ràdio. Fins i tot el conegut dibuixant italià Zerocalcare va dedicar uns còmics a l'antifeixista detinguda. Després que la premsa italiana i també la internacional informessin a l'opinió pública sobre les condicions de Salis, les autoritats penitenciàries hongareses van millorar les condicions del seu empresonament, encara que en alguns casos només amb millores cosmètiques.
Encara que alguns representants de la dreta i de l'extrema dreta italianes defensen les autoritats hongareses i exigeixen que Ilaria Salis fos condemnada a un «càstig exemplar», les protestes als carrers van obligar el govern Meloni a exigir al govern hongarès que respectés els drets civils de l'antifeixista. En diverses ocasions, els advocats d'Ilaria Salis van demanar sense èxit als jutges hongaresos que la professora fos posada en llibertat o que, almenys, se li permetés complir l'arrest domiciliari a Itàlia, tal com estableix la Decisió Marc 829 de 2009 de la legislació europea, que ha estat acceptada tant per Itàlia com per Hongria. El ministre italià d'Afers Estrangers, Antonio Tajani, demanà a les autoritats polítiques d'Hongria que actuessin per garantir la protecció dels drets d'Ilaria Salis.
Finalment, el 23 de maig de 2024 fou alliberada de la presó però internada en arrest domiciliari havent de pagar 41.000 euros de fiança, ja que encara havia de respondre davant dels jutges a Budapest el 24 de maig següent. A Hongria diversos neonazis van arribar a publicar la direcció de la casa on Ilaria Salis compliria arrest domiciliari, després que aquesta anunciés que es presentaria a les eleccions europees amb el partit Aliança Verds i Esquerra. En l'arrest domiciliari Salis fou obligada a dur una polsera electrònica de geolocalització.

## Elecció com a eurodiputada
A les eleccions europees del 9 de juny de 2024 aconseguí un escó i ser eurodiputada al Parlament de la Unió Europea per l'Aliança Verda - Esquerra, i gràcies a la immunitat parlamentària, posà fi a la seva detenció a Hongria, després de 15 mesos d'empresonament i arrest domiciliari. Ilaria assistiria al seu primer ple al Parlament Europeu el 16 de juliol de 2024.